# Dom Śląski
Dom Śląski (česky Slezský dům) je horská chata na polské straně Krkonoš. Bouda se nachází na rozcestí turistických tras, na východní části Równi pod Śnieżką v nadmořské výšce 1400 m.

## Historie
Už v 17. století stála pod Sněžkou chatrč pro dřevorubce a pastýře. První chata na slezské straně Heldmannbaude byla postavena v roce 1847 naproti Riesenbaude. Vyhořela v roce 1888 a opět byla postavena v roce 1904. Jako třetí v pořadí vznikl současný objekt v letech 1921-1922 podle návrhu vratislavského architekta Herberta Erase. V roce 1923 byla přistavěna zasklená veranda. Po 2. světové válce byla ve správě PTTK. Od listopadu 1950 v budově sídlila pohraniční stráž. V roce 1982 byla zbořena protější česká Obří bouda (Riesenbaude). Od července 2005 slouží už pouze turistům. Od roku 2007 je v soukromém vlastnictví.

## Přístup
- po  černé značce (údolím Złoteho Potoku) od horní stanice lanovky Biały Jar v Karpaczi - 2½ hodiny (4,9 km)
- po silnici a  červené značce od horní stanice lanovky Biały Jar v Karpaczi - 2½ hodiny (5,8 km)
- po  žluté a  červené značce od parkoviště v Karpaczi - 3 hodiny (5,7 km)
- po  modré (Obřím dolem) od autobusové zastávky Pec pod Sněžkou, parkoviště U kapličky - 2¾ hodiny (5,9 km)
- po  červené a  modré od autobusové zastávky Špindlerův Mlýn, Horal - recepce -3¼ hodiny (7,9 km)

## Přechody
- po  modré značce Luční bouda - ¾ hodiny (2,6 km)
- po  černé,  žluté značce Strzecha Akademicka - ¾ hodiny (2,9 km)
- po  černé,  žluté a  modré značce Samotnia - 1 hodina (3,4 km)
- po  modré značce Jelenka - 1½ hodina (3,9 km)

## Výstupy
- po  červené značce Sněžka (1603 m) - 40 minut (1,1 km)
- po  modré a  červené značce Svorová hora (1411 m) - 1¼ hodiny (3,3 km)
- po  červené značce Polední kámen (1423 m) - 1½ hodiny (4,7 km)